# David Escobar Galindo
David Escobar Galindo (Santa Ana, 4 de octubre de 1943) es un poeta, novelista y jurista salvadoreño. Es doctor en Jurisprudencia y Ciencias Sociales, graduado del Colegio García Flamenco y de la Universidad de El Salvador, presidente de la Universidad "Dr. José Matías Delgado", y columnista habitual del diario La Prensa Gráfica. Entre 1990 y 1992 participó en la Comisión gubernamental negociadora del proceso de paz que puso fin a la guerra civil de El Salvador. 

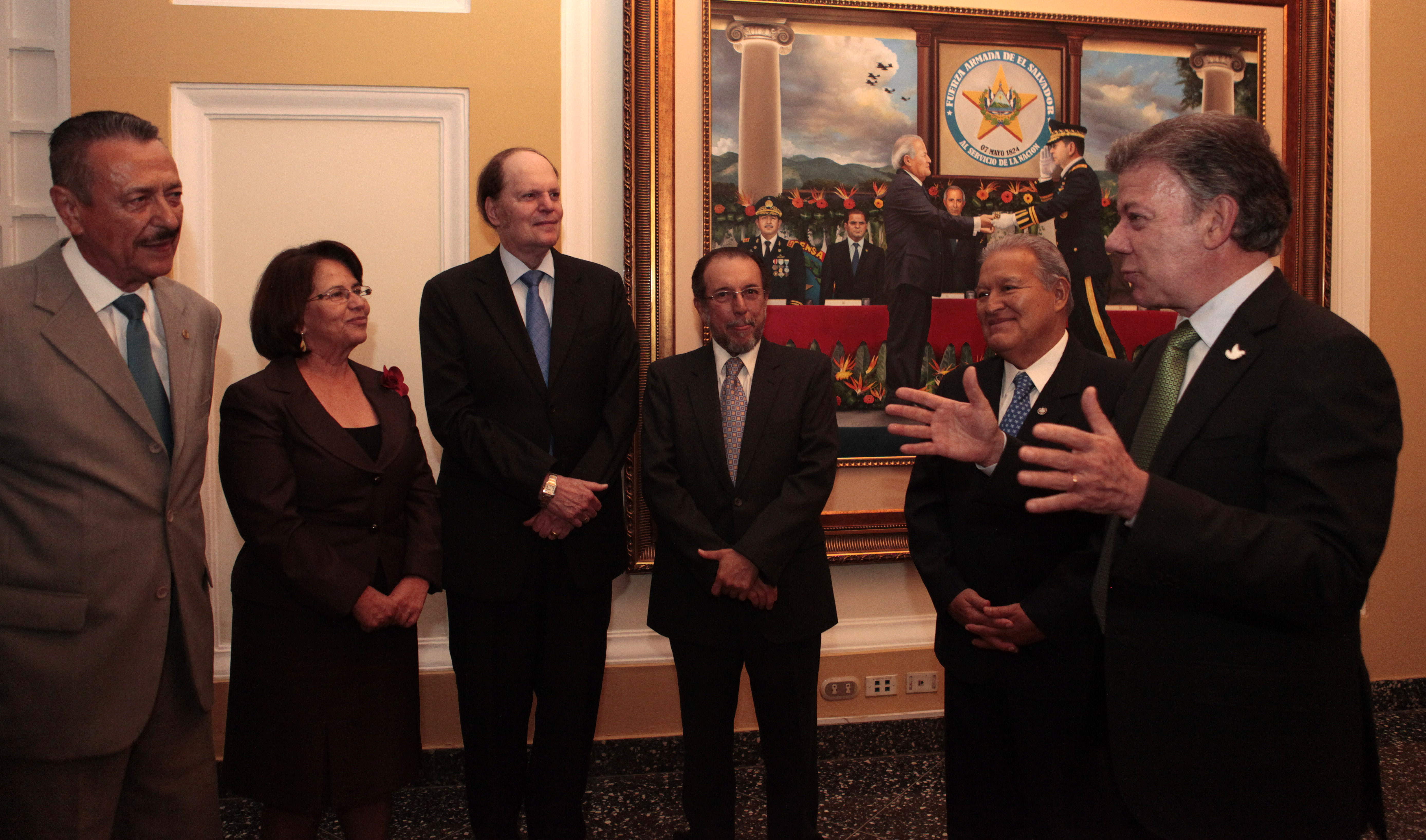
Presidente de Colombia, Juan Manuel Santos y Presidente Salvador Sánchez Cerén junto con los firmantes de los Acuerdos de Paz. Se nota david escobar galindo

Es miembro de número de la Academia Salvadoreña de la Lengua  y Director de la misma desde el año 2006; ganador de los Juegos Florales de Quetzaltenango, Guatemala, en la rama de poesía en 1980, 1981 y 1983, por lo que recibió el reconocimiento de Maestre del Saber; y ha sido nombrado Hijo Meritísimo de la Ciudad de Santa Ana. El año 2011 se hizo acreedor del XXXI Premio Mundial Fernando Rielo de Poesía Mística.
Es considerado uno de los autores más prolijos y fundadores de la literatura salvadoreña, junto con Francisco Gavidia y Claudia Lars. Su obra publicada comprende los poemarios, la obra teatral Las Hogueras de Itaca (estrenada en 1984), volúmenes de cuentos, editoriales para La Prensa Gráfica y el periódico digital El Faro, y la novela Una Grieta en el Agua (1972). 
Además ha preparado varias antologías poéticas como El Árbol de Todos, Lecturas Hispanoamericanas (1979), Indice antológico de la poesía salvadoreña (1982) y Páginas Patrióticas Salvadoreñas (1988). 
En 1979, el crítico hispano uruguayo Hugo Emilio Pedemonte advirtió: "La aparición de David Escobar Galindo ha sido el acontecimiento más importante de la poesía centroamericana de los últimos veinticinco años, y diría que va en camino de superar a todos sus mayores, como un día sucedió con el imprevisto nicaragüense Rubén Darío". La profesora francesa María Poumier califica su obra de "asombrosamente imantadora y depuradora, de esas que deshacen en polvo las máscaras".

## Obra poética
- Campo minado (1968)
- Extraño mundo al amanecer (1970)
- Duelo ceremonial por la violencia (1971)
- Vigilia memorable (1971)
- Discurso secreto (1974)
- Yo sigo hablando de la rosa (1974)
- Coronación furtiva (1975)
- Cornamusa (1975)
- El libro de Lilian (1976)
- El corazón de cuatro espejos (1976)
- Sonetos penitenciales (1980)
- Poesía de la guerra (1982)
- Universo neutral (1984)
- Siete villanos (1989)
- Oración en la guerra (1989)
- Cantos a la noche (1990)
- Jazmines heredados (1992)
- Devocionario (1995)
- Sonetos paralelos (1995)
- Dios interior (1995)
- Árbol sin tregua (1996)
- El venado y el colibrí (1996)
- Esquirlas y villanos (1997)
- Pasión del tiempo (1998)
- Astillas : de Cortés Blanco (1999)
- El viaje circular (1999)
- Guijarros de humedad, Haikûs (2000)
- La redenciôn del tránsfuga (2002)
- Álbum de transparencias, noticias del clima (2003-2005)
- El poema de David (2007)

## Prosa
Colecciones de cuentos
- La rebelión de las imágenes: relatos, 1962-1972 (1978)
- Los sobrevivientes (1980)
- Matusalen el abandónico: relatos (1980)
- La tregua de los dioses: relatos (1981)

Novela
- Una grieta en el agua (2000)

## Traducciones
- Poèmes choisis / Poemas escogidos selección, traducción y prólogo por Maria Poumier, Editorial Delgado, San Salvador, 2003, 116 p.
- Les clés du sous-sol, poèmes choisis, traduits et présentés par Maria Poumier, édition bilingue, français-espagnol, L'Harmattan, Paris, 2008, 158 p.
- alemán: Die Überlebenden. (Los sobrevivientes, 1980, narración punctual) de Ein neuer Name, ein fremdes Gesicht. 26 Erzählungen aus Lateinamerika. Sammlung Luchterhand, 834. Neuwied, 1987, p 229-246